# Bronssolfågel
Bronssolfågel (Nectarinia kilimensis) är en fågel i familjen solfåglar inom ordningen tättingar.

## Utseende och läte
Bronssolfågeln är en medelstor solfågel med lång tunn nedåtböjd näbb. Hanen är glänsande i bronsgrönt, men kan verka svart när ljuset är sämre. En udda helgrön underart finns i Angola, men denna överlappar inte i utbredning med liknande malakitsolfågel eller rödtofsad solfågel. Honan har ljusgul undersida med tunna streck och på huvudet ett ljust ögonbrynsstreck. Hanen liknar tacazzesolfågeln men saknar purpurfärgade toner. Hona bronssolfågel skiljs från honor av tacazzesolfågel och malakitsolfågel genom ljusare streckad undersida. Bland lätena hörs en ramsa med kvittriga toner och renare visslingar.

## Utbredning och systematik
Bronssolfågel förekommer i höglänta områden i Centralafrika och delas in i tre underarter med följande utbredning:
- Nectarinia kilimensis gadowi – centrala Angola
- Nectarinia kilimensis kilimensis – östra Demokratiska republiken Kongo till Uganda, västra Kenya och norra Tanzania
- Nectarinia kilimensis arturi – södra Tanzania till Malawi, nordöstra Zambia och östra Zimbabwe

## Levnadssätt
Bronssolfågeln hittas i bergsmiljöer som skog, gräsmarker, öppet skogslandskap och trädgårdar.

## Status
Arten har ett stort utbredningsområde och beståndet anses stabilt. Internationella naturvårdsunionen IUCN listar den därför som livskraftig (LC).

## Namn
Fågelns vetenskapliga artnamn kilimensis syftar på Afrikas högsta berg Kilimanjaro.